# Oxypoda acuminata
Oxypoda acuminata är en skalbaggsart som först beskrevs av Stephens 1832.  Oxypoda acuminata ingår i släktet Oxypoda och familjen kortvingar. Arten är reproducerande i Sverige. Inga underarter finns listade i Catalogue of Life.